# Cimitero di Passy
Il cimitero di Passy /pa.'si/ (francese: cimetière de Passy) è uno tra i cimiteri celebri di Parigi, in rue du Commandant Schœlsing, nel XVI arrondissement, nel quartier de la Muette.

## Storia
All'inizio del XIX secolo, svariati nuovi cimiteri rimpiazzarono quelli vecchi in città. Il cimitero di Passy fu costruito all'interno della città, mentre quelli di Montparnasse, di Père-Lachaise e di Montmartre furono creati fuori degli allora limiti della città.
Aperto nel 1820 nei quartieri residenziali e commerciali chic della riva destra nei pressi degli Champs-Elysées, questo piccolo cimitero è divenuto dal 1874 la "necropoli artistica" di Parigi.
Una piccola curiosità: è il solo cimitero della città (e forse tra i pochi al mondo) nel quale la sala d'attesa sia riscaldata.
Dopo la prima guerra mondiale, il suo muro di cinta fu ornato di un bassorilievo in onore dei soldati. I viali sono ombreggiati da alberi di castagno ed è sovrastato dalla Torre Eiffel.

## Sepolture illustri
- Bảo Đại (1913 - 1997), 13⁰ imperatore del Vietnam
- Natalie Barney (1876 - 1972), scrittrice statunitense
- Jean-Louis Barrault (1910 - 1994), attore e regista
- Louis-Ernest Barrias (1841 - 1905), scultore
- Julia Bartet (1854 - 1941), attrice
- Marija Konstantinovna Baškirceva (1858 - 1884), pittrice e scultrice di origine ucraina
- Maurice Bellonte (1896 - 1984), aviatore
- Tristan Bernard (1866 - 1947), scrittore
- Isabella Eugénie Boyer (1841 - 1904), ereditiera e modella
- Romaine Brooks (1874 - 1970), pittrice
- Emmanuel de Las Cases (1766 - 1842), funzionario e storico
- Jean Chiappe (1878 - 1940), politico e amministratore
- Dieudonné Costes (1892 - 1973), aviatore
- Francis de Croisset (1877 - 1937), drammaturgo, librettista e scrittore
- Marcel Dassault (1892 - 1986), pioniere dell'aviazione, ingegnere e imprenditore
- Claude Debussy (1862 - 1918), musicista
- Edouard Delessert (1828 - 1898), pittore e fotografo
- Ghislaine Dommanget (1900 - 1991), principessa di Monaco, moglie di Luigi II di Monaco
- Henri Farman (1874 - 1958), aviatore, designer e pioniere dell'aviazione
- Gabriel Fauré (1845 - 1924), compositore e organista
- Hervé Faye (1814 - 1902), astronomo
- Fernandel (1903 - 1971), attore, cantante e regista
- Emmanuel Frémiet (1824 - 1910), scultore
- Maurice Gamelin (1872 - 1958), generale
- Rosemonde Gérard (1866 - 1953), scrittrice
- James Gordon Bennett Jr. (1841 - 1918), imprenditore statunitense, proprietario del New York Herald, fondatore dell'International Herald Tribune
- Virgil Gheorghiu (1916 - 1992), scrittore
- Jean Giraudoux (1882 - 1944), scrittore e commediografo
- Hubert de Givenchy (1927 - 2018), stilista
- Gabriel Hanotaux (1853 - 1944), diplomatico e storico
- Paul Hervieu (1857 - 1915), scrittore e commediografo
- Jacques Ibert (1890 - 1962), compositore
- Georges Mandel (1885 - 1944), giornalista e politico
- Édouard Manet (1832 - 1883), pittore
- Alexandre Millerand (1859 - 1943), presidente della Repubblica francese
- Octave Mirbeau (1848 - 1917), giornalista, scrittore e critico d'arte
- Berthe Morisot (1841 - 1895), pittrice
- Leila Pahlavi (1970 - 2001), principessa iraniana
- Jean Patou (1887 - 1936), creatore di moda e di profumi
- François Périer (1919 - 2002), attore
- Gil-Pérès (1822-1882), attore
- Marc Porel (1949 - 1983), attore
- Gabrielle Charlotte Réju dite Réjane (1856 - 1920), attrice
- Madeleine Renaud (1900 - 1994), attrice
- Marcel Renault (1872 - 1903), pilota automobilistico e imprenditore
- George Romanov (1910 - 1931), principe di Russia, nipote dello zar Nicola II di Russia
- Natal'ja Sergeevna Šeremetevskaja (1880 – 1952), nobildonna russa, contessa Brasova, moglie del granduca Mikhail Romanov, e madre di George Romanov, anch'egli qui sepolto
- Jean Servais (1912 - 1976), attore belga
- André Siegfried (1875 - 1959), sociologo, geografo e scrittore
- Marie Ventura (1890 - 1954), attrice - « Comédie-Française »
- Renée Vivien (1877 - 1909), scrittrice e poetessa inglese
- Pearl White (1889 - 1938), attrice e cantante statunitense
- Jean-Pierre Wimille (1908 - 1949), pilota automobilistico